# 欧日地区图维尔
欧日地区图维尔（法語：Tourville-en-Auge，法語發音：[tuʁvil ɑ̃.n‿oʒ] ⓘ）是法国卡尔瓦多斯省的一个市镇，属于利雪区。

## 地理
欧日地区图维尔（49°19'19"N, 0°12'7"E）面积3.16 平方千米，位于法国诺曼底大区卡爾瓦多斯省，该省份为法国西北部沿海省份，北濒大西洋英吉利海峡，东北与滨海塞纳省以海上边界相接，东临厄尔省，南至奧恩省，西与芒什省接壤。
与欧日地区图维尔接壤的市镇（或旧市镇、城区）包括：圣加蒂安德布瓦、圣马丹欧沙尔特兰、蓬萊韋克。

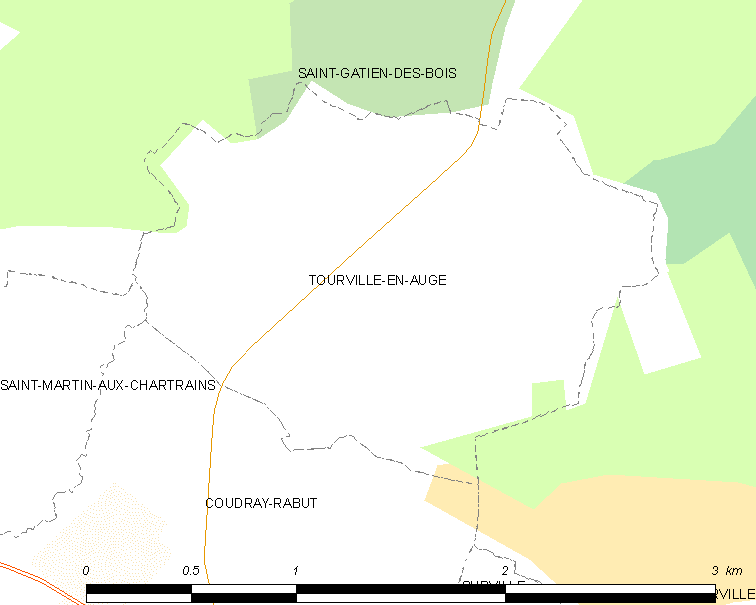
欧日地区图维尔的OSM定位图

欧日地区图维尔的时区为UTC+01:00、UTC+02:00（夏令时）。

## 行政
欧日地区图维尔的邮政编码为14130，INSEE市镇编码为14706。

## 政治
欧日地区图维尔所属的省级选区为蓬莱韦克县。

## 人口

1962-2008年间欧日地区图维尔人口变化图示

欧日地区图维尔于2022年1月1日时的人口数量为258人。